# Muraille romaine de Barcelone
La seconde muraille romaine de Barcelone (Catalogne), la seule dont il reste des vestiges importants, a été commencée à la fin du IIe siècle et a été achevée au début du IVe siècle. Avant elle, il y avait, occupant approximativement le même périmètre, une muraille de hauteur et épaisseur plus faibles, qu'on a décidé de renforcer après quelques incursions des Francs et des Alamans qui se sont produites au IIIe siècle.

## La «cité couronnée»
La muraille du IVe siècle avait une forme intermédiaire entre un rectangle et un octogone. Elle atteignait une hauteur de 9 mètres, avait une épaisseur moyenne de 4 mètres et mesurait entre 1 220 et 1 350 mètres de périmètre. Elle possédait 76 tours, de 18 mètres de haut, espacées de 6 à 8 mètres.
Aux portes de la muraille, flanquées de tours cylindriques, la distance entre ces tours pouvait atteindre 10 mètres, comme on peut le voir au Portal del Bisbe de la plaça Nova. Ces portes avaient trois ouvertures: une centrale, plus large, pour le trafic des voitures, et deux latérales, plus petites, pour les piétons. Aux angles de la muraille il y avait aussi des tours à base cylindrique, mais on ne sait pas de manière certaine si on trouvait ces tours aux quatre sommets du rectangle ou bien si on en trouvait également aux angles secondaires (ce qui aurait fait 8 tours cylindriques, plus les 8 autres qui flanquaient les entrées). C'est ce grand nombre de tours tout autour de la muraille qui a valu à Barcelone le surnom de « la cité couronnée ».

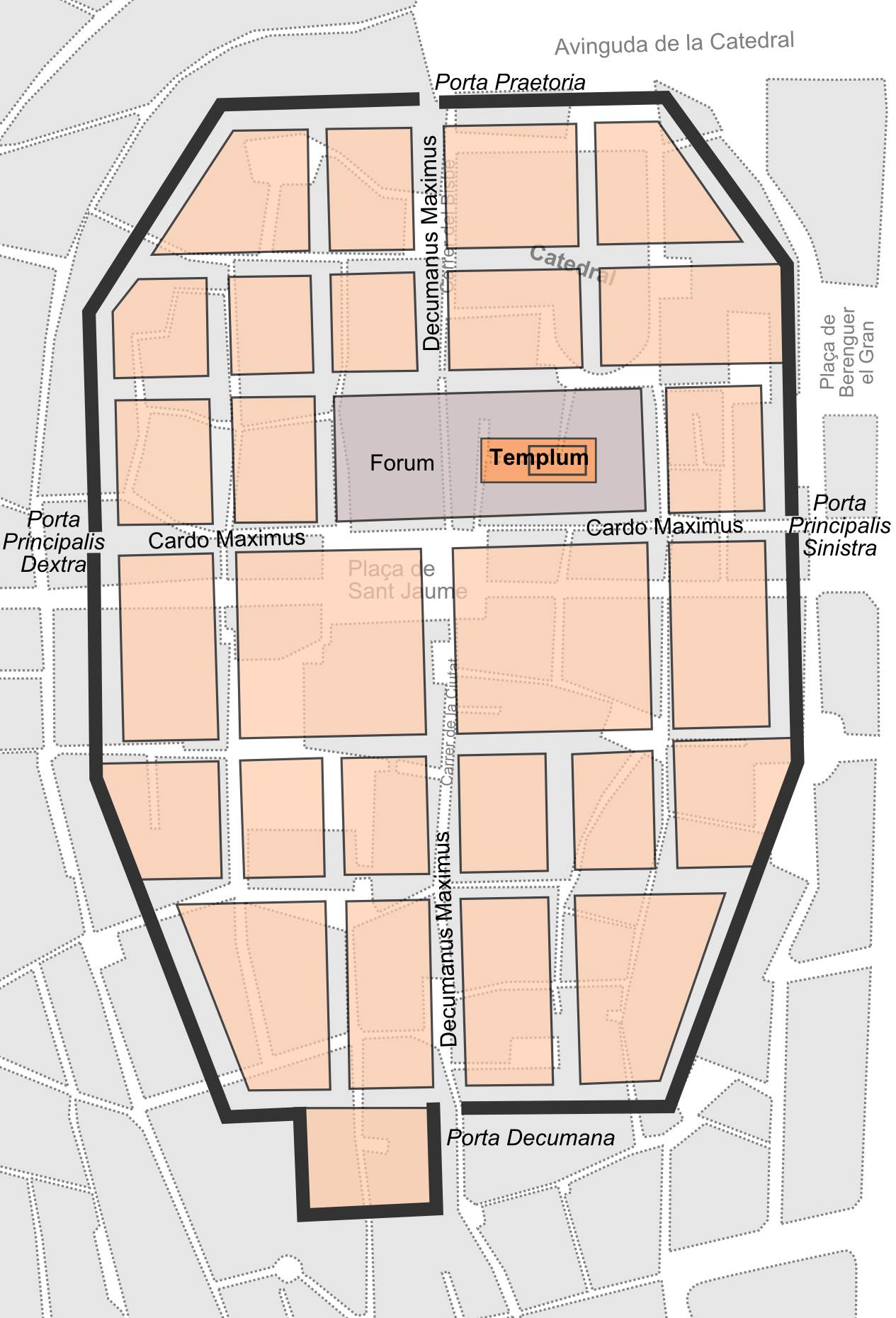
L'antique Bàrcino (avant le IIIe siècle) superposée au plan actuel du barri Gòtic

## Situation sur le plan
La muraille s'étendait approximativement de la rue de Gignàs à la plaça Nova (à la fin de l’avenue de la Cathédrale), regardant de la mer à la montagne, et de la rue de la Tapineria et celle des Sots-tinent Navarro (qui avant la Guerre d'Espagne, était appelée rue de les Muralles Romanes, un nom bien significatif) aux rues des Banys Nous, de la Palla et d'Avinyó, regardant de Besòs à Llobregat.

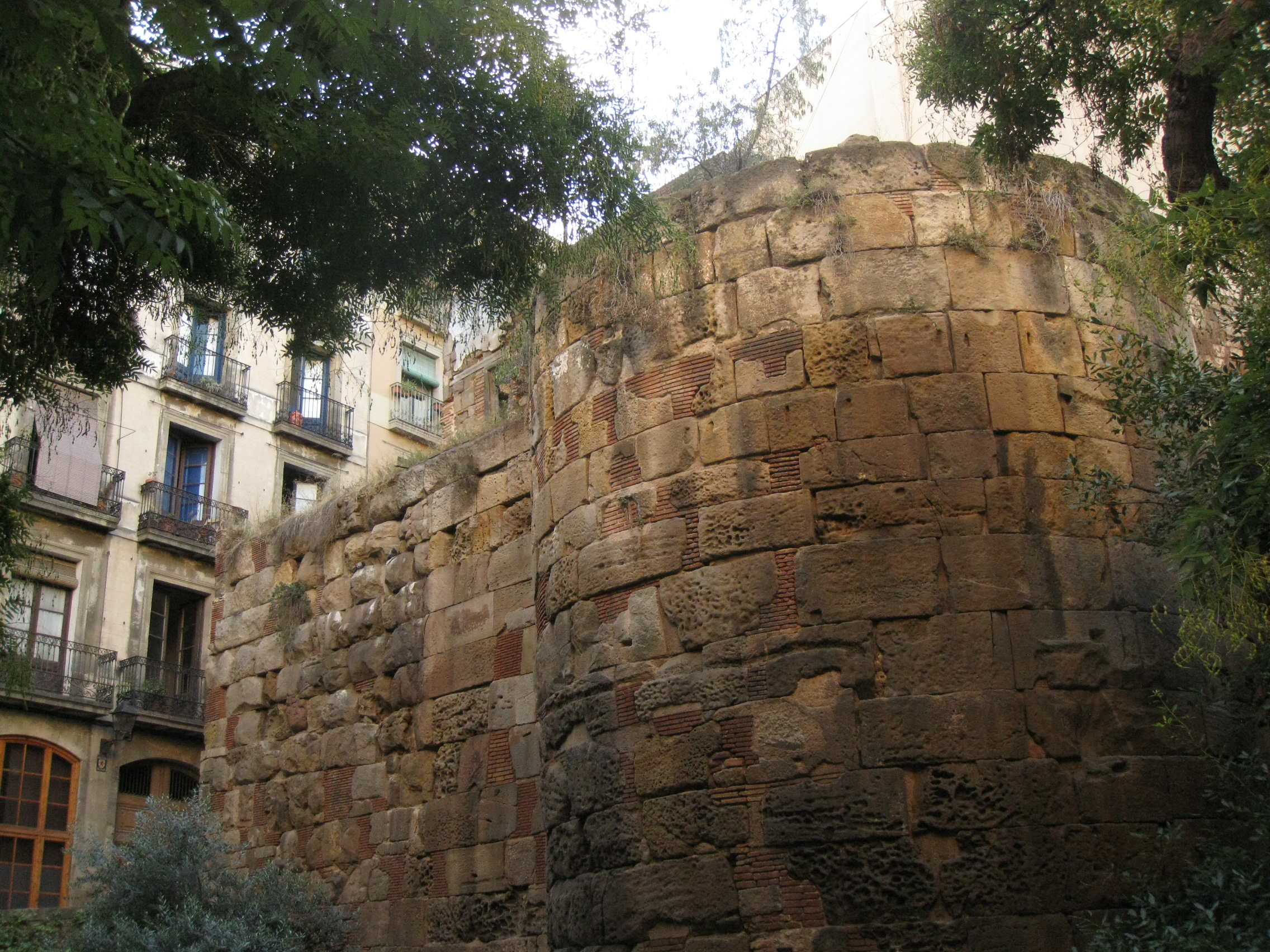
Tour de la muraille romaine sur la place des Traginers

## Restes archéologiques
La muraille a été bâtie en haussant de quelques mètres un mur antérieur de moindre hauteur et de forme plus octogonale, également de conception romaine et englobant approximativement le même périmètre, dont on a réutilisé de nombreux éléments, aussi bien décoratifs, que matériau de base. Grâce à cela, lors des travaux de restauration des parties de la muraille qui ont subsisté après les restructurations successives de la cité, on a retrouvé des pierres sculptées, gravées, des éléments de l'architecture précédente, des pierres, etc. L'archéologie a ainsi permis d'éclairer l'histoire des premiers siècles d'existence de Barcelone.
Sont conservés en assez bon état les secteurs nord et est. Sur la plaça Nova sont conservées deux tours cylindriques, qui ont été surélevées au XIIe siècle. Elles entouraient la Porte Praetoria de la muraille romaine, également connue comme la porte de l'Évêque au Moyen Âge. Le secteur correspondant au pla de la Seu, mis au jour au milieu du XXe siècle, est celui qui laisse le mieux voir comme devait être l'enceinte romaine. Dans la rue de la Tapineria, on trouve un pan de muraille romaine, avec une tour de plan polygonal, qui formait l'angle nord de l'enceinte et sur lequel s'appuient les murs plus récents de la maison de la Pia Almoina. Le fragment de la Place de Ramon Berenguer el Gran est peut-être le secteur de muraille le plus intéressant, par la superposition de constructions médiévales sur le mur romain, au-dessus de voûtes qui vont de tour en tour. Sur ce secteur s'appuie la chapelle de Santa Àgata. Sur le secteur de la rue des Sots-tinent Navarro, connue comme la rue des Muralles Romanes, s'élève, au-dessus d'une voûte d'ogives, le palais de la comtesse de Palamós. La muraille romaine continue par la rue du Correu Vell, où il y a une tour de plan circulaire qui forme l'angle de la muraille. Le reste du tracé se perd dans les constructions de la rue d'Avinyó, celle de Banys Nous et celle de la Palla, ou bien a disparu. Sous la place du Roi, avec l'entrée du Musée d'histoire de la Cité, on peut voir la partie interne de la muraille, avec des restes d'autres édifices et rues de la Barcino romaine.

### Sources
- (ca) Cet article est partiellement ou en totalité issu de l’article de Wikipédia en catalan intitulé « Muralla romana de Barcelona » (voir la liste des auteurs).